# Brasil Tennis Challenger 2025
Il Brasil Tennis Challenger 2025 è stati un torneo maschile di tennis professionistico. È stata la 3ª edizione del torneo, facente parte della categoria Challenger 100 nell'ambito dell'ATP Challenger Tour 2025, con un montepremi di 160 000 $. Si è giocato dal 27 gennaio al 2 febbraio 2025 sui campi in terra rossa del Clube Cristóvão Colombo de Piracicaba di Piracicaba, in Brasile.

## Partecipanti

### Teste di serie
| Nazionalità | Giocatore               | Ranking* | Testa di serie |
| ----------- | ----------------------- | -------- | -------------- |
| Argentina   | Camilo Ugo Carabelli    | 94       | 1              |
| Argentina   | Federico Coria          | 96       | 2              |
| Bolivia     | Hugo Dellien            | 123      | 3              |
| Colombia    | Daniel Elahi Galán      | 128      | 4              |
| Brasile     | Felipe Meligeni Alves   | 148      | 5              |
| Argentina   | Román Andrés Burruchaga | 151      | 6              |
| Brasile     | Gustavo Heide           | 175      | 7              |
| Bolivia     | Murkel Dellien          | 184      | 8              |

* Ranking al 13 gennaio 2025.

### Altri partecipanti
I seguenti giocatori hanno ricevuto una wild card per il tabellone principale:
- João Lucas Reis da Silva
- Eduardo Ribeiro
- Pedro Sakamoto

Il seguente giocatore è entrato in tabellone come alternate:
- Renzo Olivo

I seguenti giocatori sono passati dalle qualificazioni:
- Joel Josef Schwärzler
- Àlex Martí Pujolràs
- Nikolás Sánchez Izquierdo
- Maxime Chazal
- Valerio Aboian
- Lautaro Midón

Il seguente giocatore è entrato in tabellone come lucky loser:
- Marco Cecchinato

## Punti e montepremi
| Torneo    | Torneo              | V      | F      | SF    | QF    | 2T    | 1T    | Q | Q2  | Q1  |
| Singolare | Punti               | 100    | 50     | 25    | 14    | 7     | 0     | 4 | 2   | 0   |
| Singolare | Premi in denaro ($) | 17 650 | 10 380 | 6 140 | 3 570 | 2 105 | 1 270 | – | 635 | 320 |
| Doppio    | Punti               | 100    | 50     | 25    | 14    | –     | 0     | – | –   | –   |
| Doppio    | Premi in denaro ($) | 7 590  | 4 400  | 2 645 | 1 570 | –     | 880   | – | –   | –   |

## Campioni

### Singolare
Román Andrés Burruchaga ha sconfitto in finale  Facundo Mena con il punteggio di 7–6(8), 6(6)–7, 7–6(4).

### Doppio
Guido Andreozzi /  Orlando Luz hanno sconfitto in finale  Marcelo Demoliner /  Fernando Romboli con il punteggio di 6(4)–7, 6–2, [11–9].